# Sauris lichenias
Sauris lichenias är en fjärilsart som beskrevs av Edward Meyrick 1891. Sauris lichenias ingår i släktet Sauris och familjen mätare. Inga underarter finns listade.